# Anneau de cohomologie
En mathématiques, plus précisément en topologie algébrique, l'anneau de cohomologie d'un espace topologique X est un anneau composé des groupes de cohomologie de X, et dont l'opération de multiplication est le cup-produit. Dans ce cadre, la 'cohomologie' désigne généralement la cohomologie singulière, mais la structure d'anneau est aussi présente dans d'autres théories, comme la cohomologie de De Rham. Il est également fonctoriel : on peut trouver un morphisme d'anneaux continue, lequel est contravariant.
Soit {\displaystyle H^{k}(X,R)} une suite de groupes de cohomologie sur {\displaystyle X} à coefficients dans un anneau commutatif {\displaystyle R} (par exemple, on peut prendre {\displaystyle \mathbb {Z} _{n},\mathbb {Z} ,\mathbb {Q} ,\mathbb {R} ,\mathbb {C} ...}). On peut alors définir le cup-produit :
{\displaystyle H^{k}(X;R)\times H^{\ell }(X;R)\to H^{k+\ell }(X;R).}
Le cup-produit donne une opération de multiplication sur la somme directe des groupes de cohomologie.
{\displaystyle H^{\bullet }(X;R)=\bigoplus _{k\in \mathbb {N} }H^{k}(X;R).}
Muni de cette opération de multiplication, {\displaystyle H^{\bullet }(X,R)} devient un anneau. En fait, c'est même une algèbre {\displaystyle \mathbb {N} }-graduée, de degré {\displaystyle k}.
L'anneau de cohomologie est gradué-commutatif, au sens où ses éléments commutent au signe près, lequel est déterminé par leur degré. Plus précisément, pour des éléments de degrés {\displaystyle k,l}, on a :
{\displaystyle (\alpha ^{k}\smile \beta ^{\ell })=(-1)^{k\ell }(\beta ^{\ell }\smile \alpha ^{k}).}
Un invariant numérique dérivé de l'anneau de cohomologie est la longueur de cup, qui désigne le nombre maximal d'éléments gradués de degrés supérieurs à 1 qui ne s'annulent pas lorsque multipliés. Par exemple, un espace projectif complexe a une longueur de cup égale à sa dimension.

## Exemples
- {\displaystyle \operatorname {H} ^{*}(\mathbb {R} P^{n};\mathbb {F} _{2})=\mathbb {F} _{2}[\alpha ]/(\alpha ^{n+1})} avec {\displaystyle |\alpha |=1}.
- {\displaystyle \operatorname {H} ^{*}(\mathbb {R} P^{\infty };\mathbb {F} _{2})=\mathbb {F} _{2}[\alpha ]} avec {\displaystyle |\alpha |=1}.
- {\displaystyle \operatorname {H} ^{*}(\mathbb {C} P^{n};\mathbb {Z} )=\mathbb {Z} [\alpha ]/(\alpha ^{n+1})} avec {\displaystyle |\alpha |=2}.
- {\displaystyle \operatorname {H} ^{*}(\mathbb {C} P^{\infty };\mathbb {Z} )=\mathbb {Z} [\alpha ]} avec {\displaystyle |\alpha |=2}.
- {\displaystyle \operatorname {H} ^{*}(\mathbb {H} P^{n};\mathbb {Z} )=\mathbb {Z} [\alpha ]/(\alpha ^{n+1})} avec {\displaystyle |\alpha |=4}.
- {\displaystyle \operatorname {H} ^{*}(\mathbb {H} P^{\infty };\mathbb {Z} )=\mathbb {Z} [\alpha ]} avec {\displaystyle |\alpha |=4}.